# Aldrich Ames
Aldrich Hazen Ames (sinh 26 tháng 5 năm 1941) là một cựu nhân viên, nhà phân tích phản gián của Cơ quan tình báo trung ương Hoa Kỳ, đã bị kết tội làm gián điệp cho Liên Xô và Nga. Cho đến khi bị phát hiện, Ames đã gây thiệt hại tài sản cho CIA nhiều thứ hai, chỉ sau vụ phản bội của Robert Hanssen.
Trong chín năm làm việc cho cơ quan phản gián của CIA, Ames đã khai báo thu nhập hàng năm là 60.000 USD nhưng số chi trong tài khoản thẻ tín dụng của ông lên đến 30.000$/tháng, cho phép ông có một cuộc sống dư dả với một chiếc xe Jaguar mới và một ngôi nhà 540.000$ (tương đương 810,000$-2012) được trả bằng tiền mặt.

## Tiểu sử

### Tuổi trẻ
Aldrich Ames sinh ra tại River Falls, Wisconsin, là con của Carleton Cecil Ames và Rachel Ames (họ thời con gái là Aldrich). Cha của ông là một giảng viên cao đẳng còn mẹ ông là một giáo viên tiếng Anh trung học phổ thông. Aldrich là con trai duy nhất và cũng là anh cả trong số 3 anh chị em.
Ames từng theo học trường trung học McLean High School ở McLean, Virginia.
Bắt đầu từ năm 1957, tiếp sau năm thứ hai trung học, Ames làm việc cho CIA trong ba mùa hè trong vai trò nhân viên phân tích hồ sơ sơ cấp (mức lương GS-3) và đánh dấu hồ sơ mật để lưu trữ. Năm1959, Ames theo học đại học Chicago, dự định học ngành văn hóa và lịch sử nước ngoài nhưng "niềm say mê lâu dài" với drama đã khiến ông nhận điểm trượt và không thể hoàn thành năm thứ hai đại học. Ames đã làm việc cho CIA trong mùa hè 1960 như một người lao động phổ thông kiêm thợ sơn. Sau đó ông trở thành trợ lý giám đốc kỹ thuật ở một nhà hát tại Chicago cho đến tháng 2 năm 1962. Quay trở lại Washington, Ames đã được CIA thuê toàn thời gian, làm công việc văn phòng mà ông đã làm thời trung học.

### Sự nghiệp ở CIA
Ames đã hoàn thành bằng cử nhân lịch sử ở Đại học George Washington. Ban đầu Ames không định tạo dựng sự nghiệp với CIA, nhưng sau khi đạt được mức lương GS-7 (thang lương bổng của Mỹ, có 15 bậc tất cả) và nhận được những đánh giá tốt, Ames đã được chấp thuận cho tham gia vào Chương trình Huấn luyện Nghiệp vụ bất chấp một vài vụ va chạm với cảnh sát có liên quan đến rượu.
Năm 1969, Ames đã làm đám cưới với đồng nghiệp, đặc vụ Nancy Segebarth, hai người gặp nhau tại Chương trình Huấn luyện Nghiệp vụ. Khi Ames được điều đến Ankara, Thổ Nhĩ Kỳ, Nancy đã rút khỏi CIA do đạo luật cấm các cặp vợ chồng làm tại cùng một văn phòng.
Nhiệm vụ của Ames tại Thổ Nhĩ Kỳ là tuyển dụng những nhân viên tình báo Xô Viết và ông đã thành công trong việc cài gián điệp vào tổ chức Cộng sản DEV-GENÇ thông qua một người bạn cùng phòng của nhà hoạt động sinh viên Deniz Gezmiş. Bất chấp thành công đó, thành tích của Ames chỉ được đánh giá là "thỏa đáng", và Ames, thất vọng với nhận xét này, đã cân nhắc tới việc rời khỏi CIA.
Năm 1972, Ames quay lại trụ sở CIA và làm việc 4 năm tiếp theo trong Đơn vị Xô Viết-Đông Âu (Soviet-East European [SE] Division). Báo cáo thành tích của ông được ghi là "nói chung hăng hái" ("generally enthusiastic"), có thể bởi vì ông giỏi quản lý công việc bàn giấy và lên kế hoạch hơn là tuyển dụng mật vụ.